# トリプトファン-2-モノオキシゲナーゼ
トリプトファン-2-モノオキシゲナーゼ（tryptophan 2-monooxygenase）は、トリプトファン代謝酵素の一つで、次の化学反応を触媒する酸化還元酵素である。
L-トリプトファン + O2 {\displaystyle \rightleftharpoons } (インドール-3-イル)アセトアミド + CO2 + H2O
反応式の通り、この酵素の基質はL-トリプトファンとO2、生成物は(インドール-3-イル)アセトアミドとCO2とH2Oである。
組織名はL-tryptophan:oxygen 2-oxidoreductase (decarboxylating)である。